# Homalosciadium
Homalosciadium es un género de plantas  pertenecientes a la familia Apiaceae. Comprende 2 especies descritas.

## Taxonomía
El género fue descrito por Karel Domin y publicado en Beihefte zum Botanischen Centralblatt 23(2): 294. 1908. La especie tipo es: Homalosciadium verticillatum Domin	

## Especies
A continuación se brinda un listado de las especies del género Homalosciadium aceptadas hasta septiembre de 2012, ordenadas alfabéticamente. Para cada una se indica el nombre binomial seguido del autor, abreviado según las convenciones y usos.
- Homalosciadium homalocarpum (F.Muell.) H.Eichler
- Homalosciadium verticillatum Domin